# Volvo XC60
Volvo XC60 je kompaktní luxusní SUV crossover švédské automobilky Volvo, který byl představen v roce 2008. Samotnému představení vozu předcházelo představení verze tzv. XC60 Concept o rok dříve. 
Vůz XC60 je součástí řady SUV vozů zvané XC (dalšími modely prodávanými v Česku jsou menší XC40 a větší XC 90. Model XC60 je pak přímo příbuzný s vozy V60 a S60. V roce 2013 vůz prošel faceliftem a v roce 2017 byla představena druhá generace vozu, dalším faceliftem pak vůz prošel v roce 2025. V letech 2017 až 2018 byl vůz vyhlášen autem roku v Japonsku. V Česku se prodává i v plug-in hybridní verzi.

## Galerie

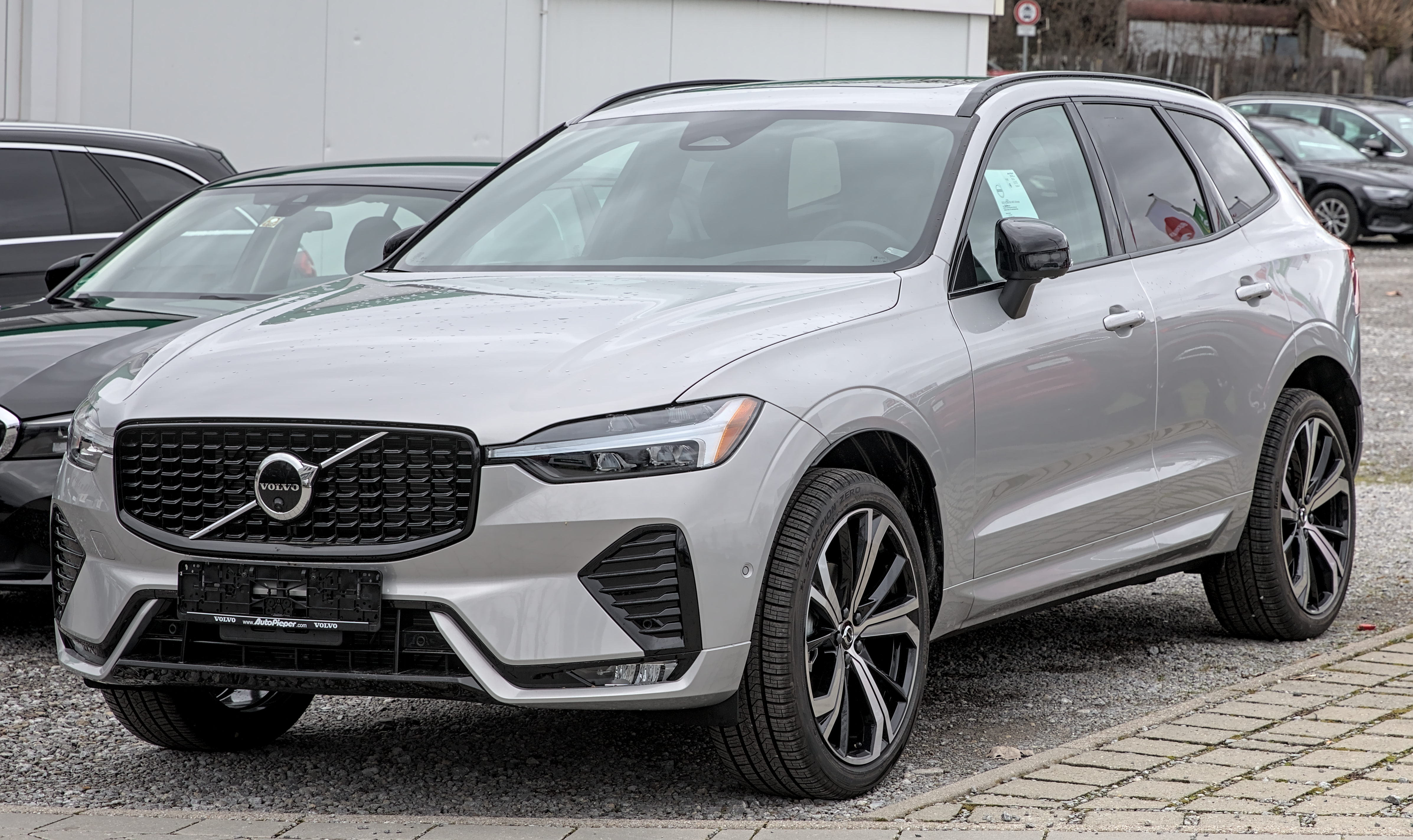
Druhá generace vozu ve stříbrném provedení v Německu
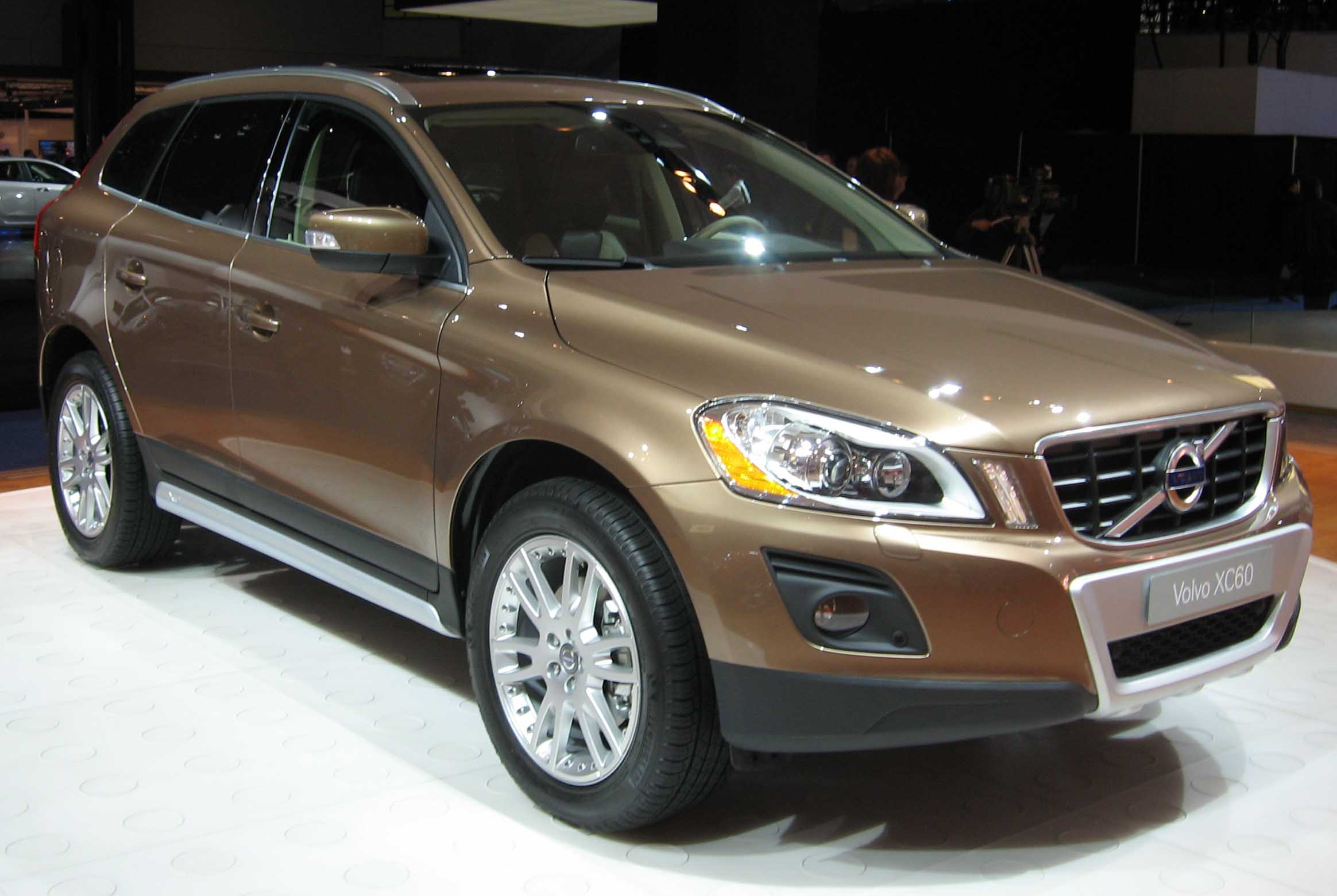
První generace vozu v hnědém provedení
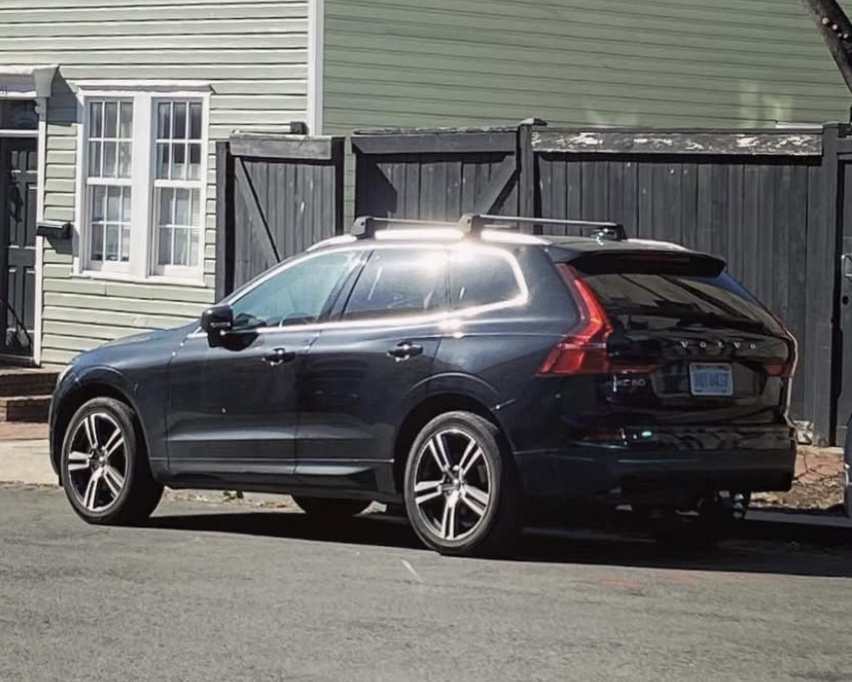
Druhá generace vozu v černém provedení v USA
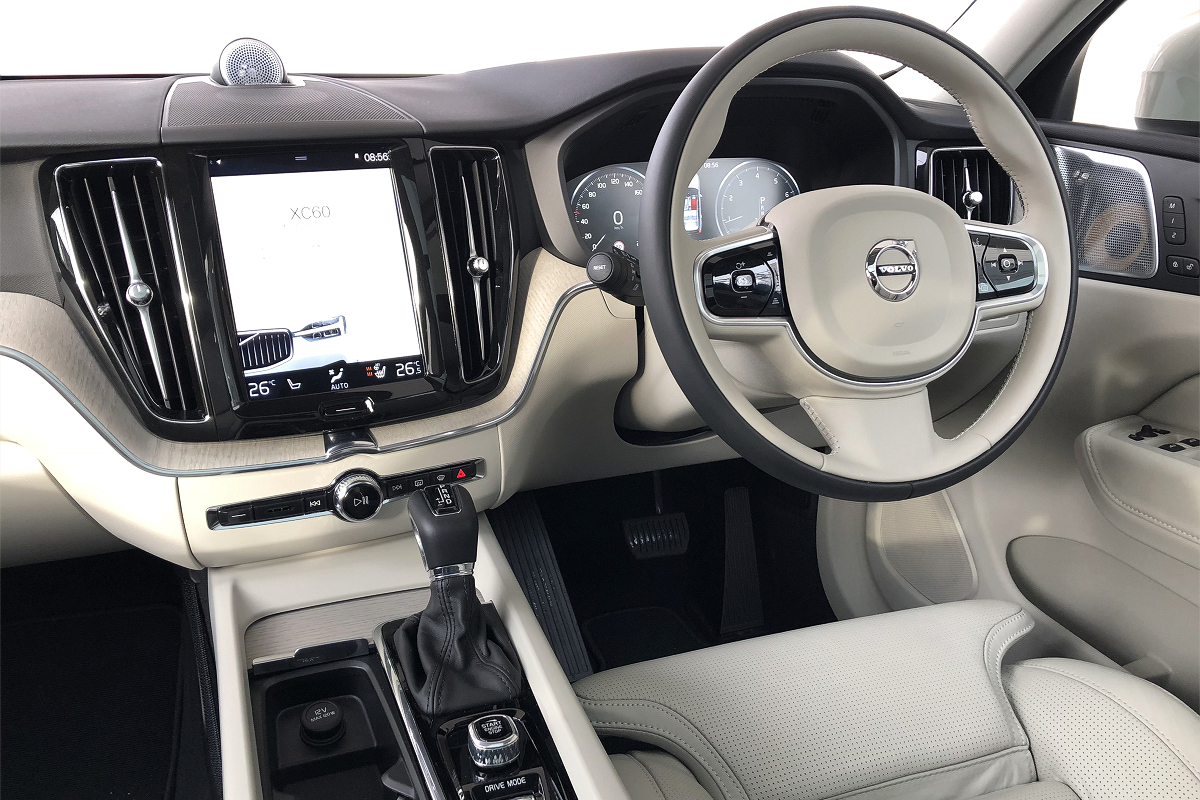
Interiér přední části vozu s volantem vpravo ve světlém provedení
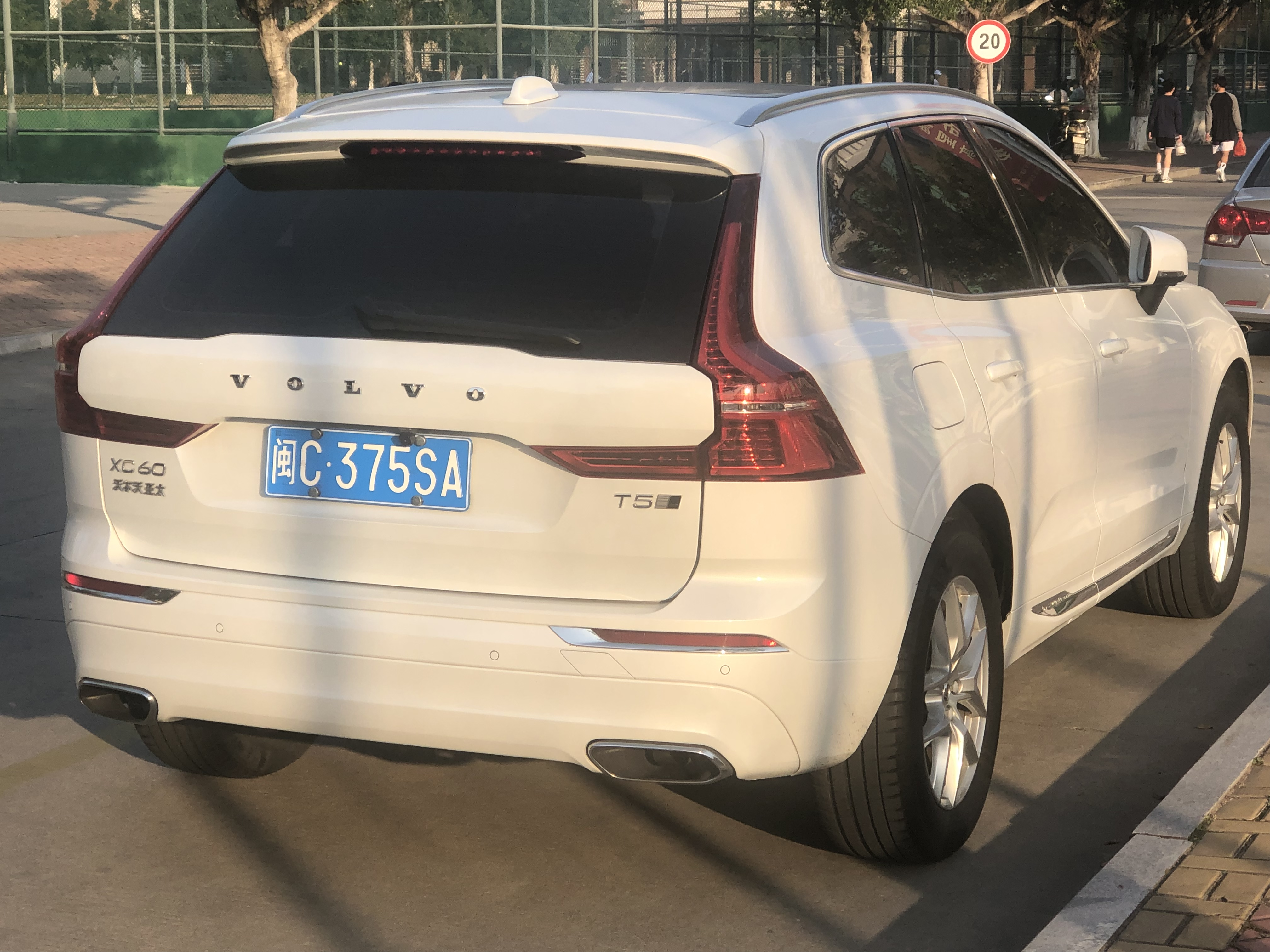
Zadní část druhé generace vozu v bílém provedení v Číně